# Kap Verdes historia

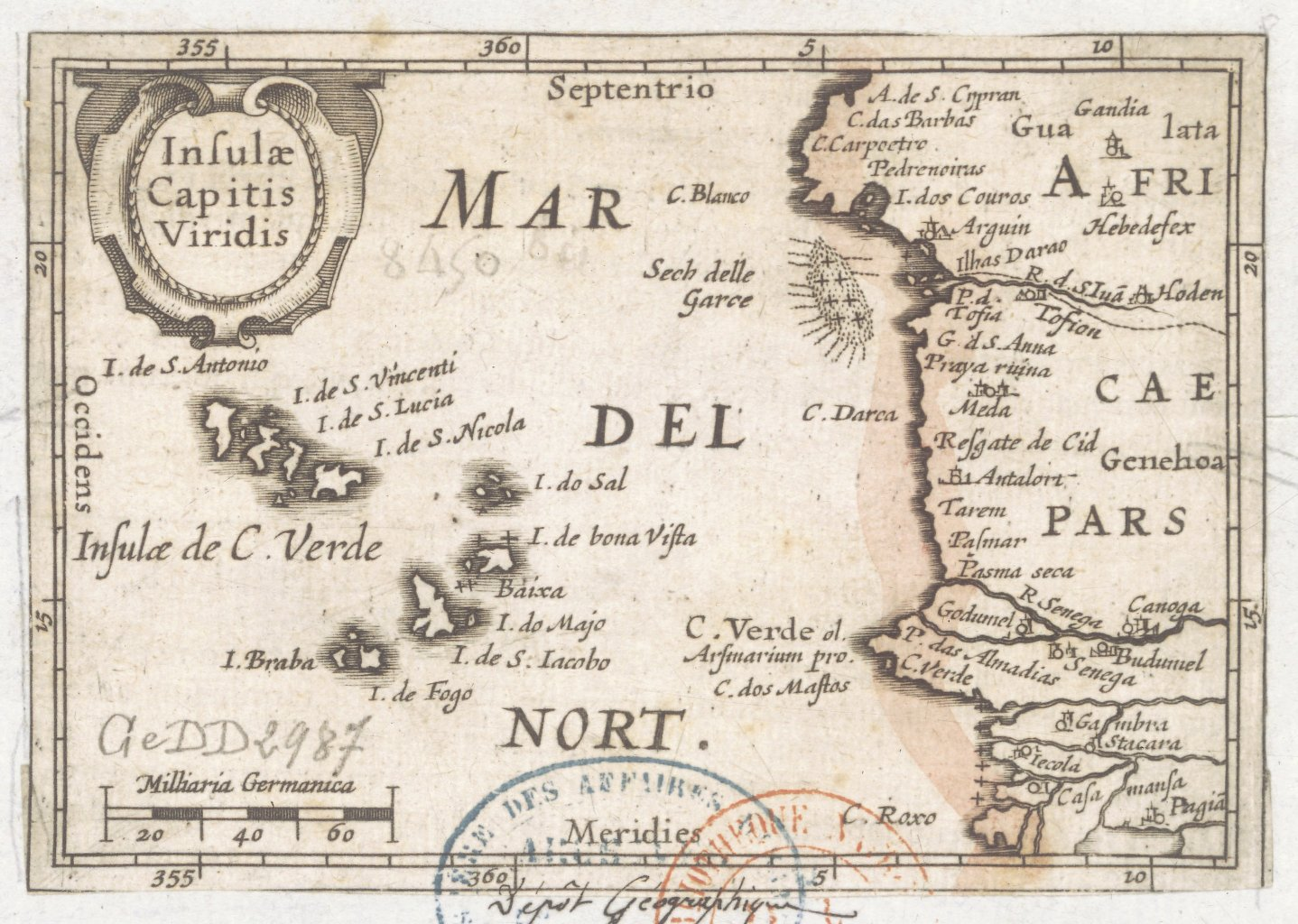
Insulae Capitis Viridis. 1598 (Bibliothèque National, Paris.

Kap Verdes historia börjar i mitten av 1400-talet då europeiska sjöfarare börjar ge sig söderut utmed den västafrikanska kusten. Kap Verde består av tio öar cirka 500 kilometer utanför Afrikas västligaste udde i Senegal.

## Förhistorisk tid
Kap Verdeöarna har vulkaniskt ursprung. Sal bildades för 50 miljoner år sedan.  Fogo hade ett stort utbrott för 73 000 år sedan och är fortfarande aktiv, det senaste 1995. Under den senaste istiden var öarna betydligt större, eftersom havsytan låg 130 meter lägre.

## Förkolonial historia
Portugiserna var inte de första människorna som besökte Kap Verdeöarna, även om de var obebodda då de först upptäcktes.
- Hanno sjöfararen, en karthagisk upptäcktsresande seglade utmed Afrikas västkust och kan ha upptäckt Kap Verdeöarna på 500-talet f.Kr.
- På 1000-talet e.Kr. kan arabiska sjömän besökt Kap Verde för att hämta salt, som var en viktig handelsvara vid denna tid.
- Lebou-folket kom från Maliriket och bosatte sig vid kusten i Senegal. De var fiskare och kan ha seglat mot Kap Verde.[a]
- Gavin Menzies hävdar att en expedition utsänd av den kinesiske amiralen Zheng He  passerade Kap Verde år 1421.[2][b]

### Romerska historieskrivare
Pomponius Mela, född i Spanien och död 50 e.Kr., var kartograf och ritade en världskarta som sträckte sig från Skandinavien till Västafrika och österut till Kina. 
Plinius den äldre, (23-78 e.Kr.] född i Italien, sammanställde dåtidens kunskaper i verket Naturalis Historia i 37 böcker, varav bok 5 omfattar Geografi.
Ptolemaios (ca 90-170 e.Kr), född i Egypten, var astronom verksam i Alexandria och skrev två viktiga avhandlingar, Almagest och Geografi. Med dessa kunskaper kan man beskriva en plats läge i koordinater. I den senare avhandlingen beskrivs 8000 platser, bland annat öar utanför Västafrika som kan ha syftat på Kap Verde.

## Europeisk upptäckt och bosättning

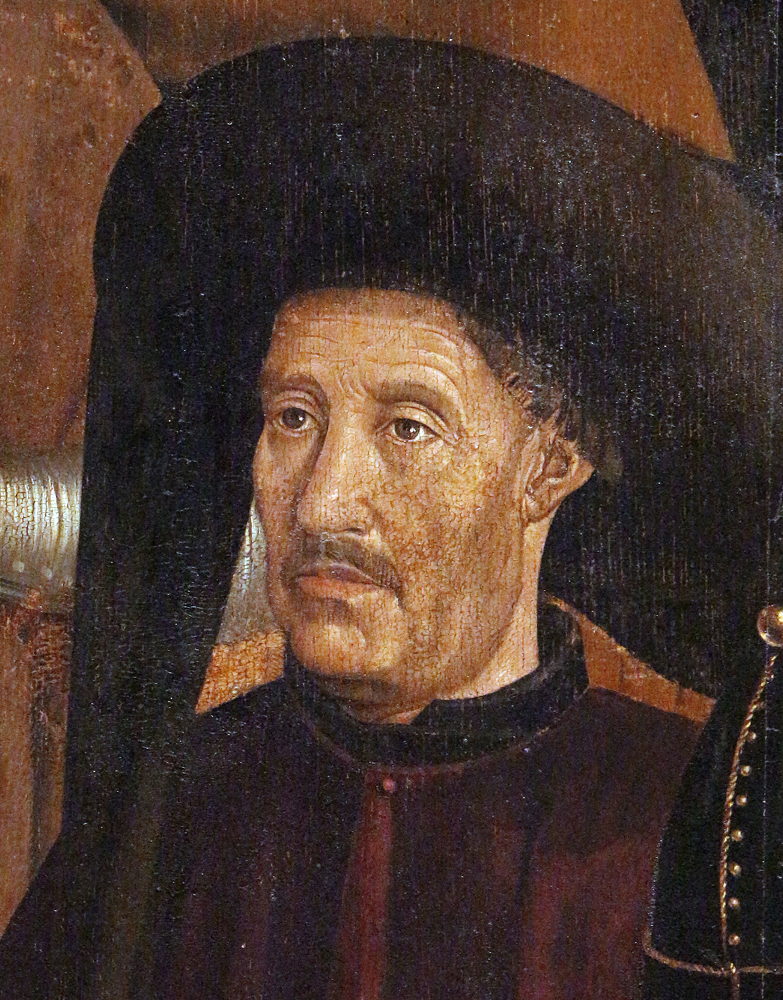
Henrik sjöfararen, målning av Nuno Gonçalves, 1500-tal.

Henrik sjöfararen engagerade den venetianska kaptenen Alvise Cadamosto med uppdrag att utforska den västafrikanska kusten söder om Kap Bojador. Cadamosto och en genuesisk sjöfarare, Usodimare möttes 1456 vid Gambiaflodens mynning. De utforskade floden och kusten norr och söder om Kap Verde-halvön.
Året därpå fortsatte António de Noli, Genua och Diogo Afonso undersöka flera öar i arkipelagen. Öarna var obebodda men hade en riklig växtlighet. Portugal hade avsikten att etablera nya handelsvägar, eftersom araberna kontrollerade karavanvägarna genom Sahara som förde guld och slavar till den europeiska marknaden. Turkarna kontrollerade kryddhandeln med Orienten.
När Henrik sjöfararen dog 1460 blev hans brorson prins Ferdinand hertig av Viseu.  Prinsen fortsatte att organisera upptäcktsresor utmed den Västafrikanska kusten och sände Diogo Afonso på expedition till Kap Verde för att besätta och namnge öarna.  Den första ön siktades den 6 december 1461 och det blev São Nicolau. Sedan följde Santa Luzia, Santo Antão och den 17 januari São Vicente. Dessa öar ligger i gruppen Barlavento i nordväst.
Från 1461 etablerades flera bosättningar på öarna i gruppen Sotavento:
- Santiago blev den första europeiska kolonin söder om Sahara och centrum för den koloniala administrationen.
- På ön Maio infördes getter och befolkades huvudsakligen av herdar.
- Boa Vista blev en spetälskekoloni.
- De första invånarna på Fogo var slavar från Angola.

## Portugisisk koloni
Portugiserna insåg Kap Verde-öarnas strategiska läge mellan Nord- och Sydatlanten. Kap Verde ligger inom norra passadvindbältet, som ger medvind för fartyg på väg till Västindien och Sydamerika. Redan på 1460-talet började portugiser, spanjorer och genuesare bosätta sig på ön Santiago och från 1615 började  Praia de Santa Maria växa och blev huvudstad för Kap Verde. 

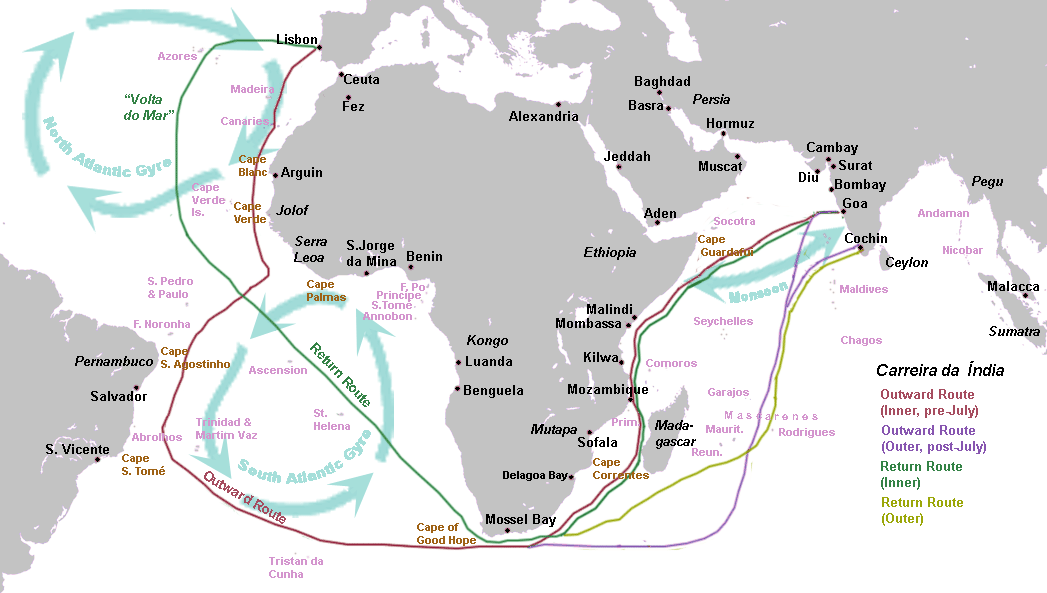
Arkipelagens läge vid Vägen till Indien.

De första bosättarna var militärer, sjöfarare och kolonialadministratörer blandat med brottslingar, judar och morer som utvisats från Spanien och Portugal. Slavar importerades från Västafrika och Angola och sysselsattes i lantbruket i avvaktan på vidare transport till Brasilien och Västindien. Dessa varierande folkslag bildade kap verde-kreoler och kommunicerade med varandra på kap verde-kreol baserat på portugisiska.
Lantbruket på öarna är begränsat på grund av brist på bördig mark och osäker nederbörd. På 1600- och 1700-talet inriktades jordbruket på försörjning av invånarna och proviantering av fartyg på väg. Produktionen bestod av kaffe, sockerrör, rom, bomull och getter.

### Torka och svält
År 1747 drabbades öarna av svår torka. Situationen blev allvarlig eftersom skogar hade avverkats och jordar eroderat på grund av överbete. Dessa torr perioder återkom med jämna mellanrum på 1700- och 1800-talet och mer än 100 
000 människor svalt ihjäl.

### Slavhandel förbjuds
På 1800-talet blev Kap Verde en mellanstation för den transatlantiska slavhandeln.
Slavar som arbetat på plantager och kunde lite kreol blev mer gångbara på marknaden. Slavhandeln förbjöds 1876 vilket ledde till ekonomisk nedgång. 

### Transitohamnen Mindelo

Utsikt över hamnen Mindelo.

I slutet på 1800-talet började passagerarfartyg trafikera Sydatlanten. Mindelo på ön São Vicente blev en perfekt hamn för att förnya fartygets förråd av proviant, vatten och bränsle (kol). England exporterade kol till Sydamerika och engelsmän byggde hamnen och ett upplag för kol. 

## Kamp för självständighet
År 1956 grundades det afrikanska partiet för självständighet för Guinea och Kap Verde, PAIGC. Amilcar Cabral valdes till ledare och hoppades på en förhandlingslösning. 1959 strejkade hamnarbetarna i Bissau och Portugals hemliga polis, PIDE, svarade med skottlossning och 50 arbetare dog. Cabral insåg då att en väpnad kamp var nödvändig. De närmaste åren mobiliserades bönder, som fick teoretisk och militär utbildning.

### Självständighet
Den 24 september 1973 förklarade PAIGC Guinea-Bissau och Kap Verde självständiga. USA och länderna i Östeuropa erkände länderna. Ett halvår senare inträffade Nejlikerevolutionen i Portugal och den fascistiska diktaturen störtades. Portugal erkände folkens rätt till självständighet, men den nya presidenten António de Spínola krävde att Kap Verde och Guinea-Bissau skulle ingå i en federation. I november 1974 inleddes förhandlingar mellan parterna. Portugals regering och den katolska kyrkan på Kap Verde bedrev propaganda för sin linje. PAIGC utlyste generalstrejk på Kap Verde och i december undertecknades ett självständighetsavtal. Efter val till nationalförsamlingen blev Kap Verde och Guinea-Bissau självständiga den 5 juli 1975.